# ビニャミン・ゼエヴ・カハネ

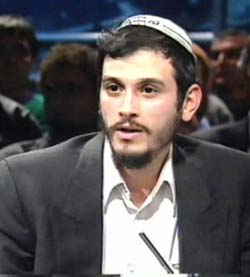
ビニャミン・ゼエヴ・カハネ

ビニャミン・ゼエヴ・カハネ（בנימין זאב כהנא, 1966年10月3日 - 2000年12月31日）は、ユダヤ人の政治活動家、正統派ラビ。イスラエルの極右政治家であったメイル・カハネの息子。

## 来歴
1966年10月3日、アメリカ合衆国のニューヨークに生まれる。ビニャミンが4歳のときにイスラエルに移住する。
1990年に父メイル・カハネがエジプト人であるエル・サイード・ノサイルによって暗殺されると、ビニャミンは父が党首を務めていた政党「カハ」を「カハネ・ハイ」（カハネは生きている）と改め、組織を率いた。
しかし、1994年にマクペラの洞窟虐殺事件がおき、これによりカハネ・ハイはイスラエル政府からテロ組織と認定され、非合法化された。
そして2000年12月31日、イスラエルのオフラでパレスチナ人によって60発以上の弾丸を撃ち込まれビニャミンは暗殺された。享年34歳。